# Cambi (cognome)
Cambi è un cognome di lingua italiana.

## Varianti
Cambini, Cambino, Cambio.

## Origine e diffusione
Cognome tipicamente centro-settentrionale, è presente prevalentemente in Toscana, Piemonte e Liguria.
Potrebbe derivare dal prenome medioevale Cambio, aferesi di Boncambio. Presenta lo stesso etimo dei cognomi Cambiaghi, Cambiano e Cambiaso.

## Persone
- Cesare Cambi – allenatore di calcio e calciatore italiano
- Livio Cambi – chimico italiano
- Matteo Cambi – imprenditore italiano